# 프레드 T. 제인

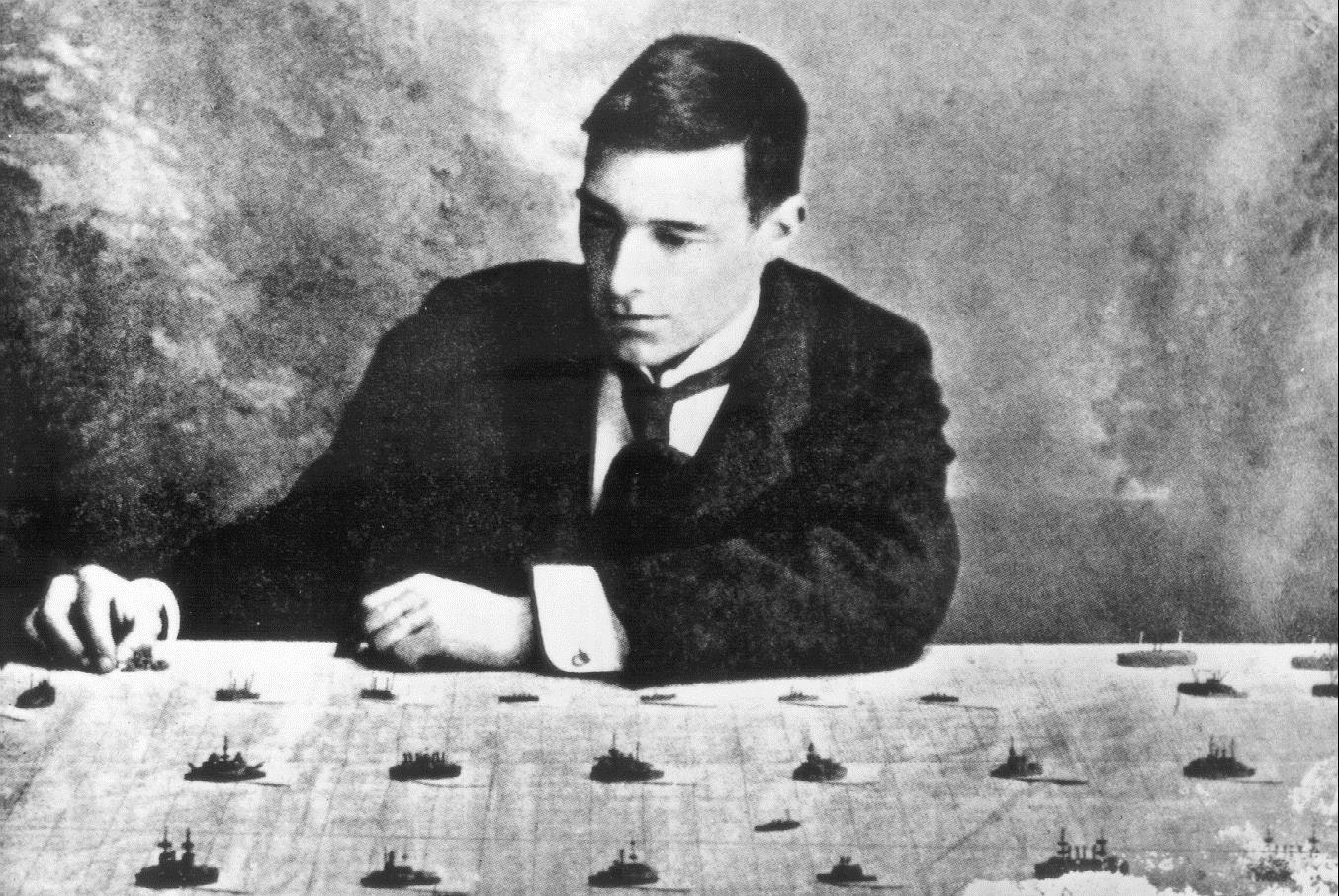

프레드 T. 제인(1865년 8월 6일 – 1916년 3월 8일)은 제인스 인포메이션 그룹의 창설자이다.

## 생애
제인은 영국 서레이 리치몬드에서 태어났다. 그러나 인생의 대부분을 포츠머스에서 일했다.
제인은 선박의 그림을 그리는 애호가였다. 이것은 점차 백과사전적인 정보가 되어 집적되었고, 1898년에 All the World's fighting ships(전 세계의 군함들)이란 책을 발간하기에 이르렀다.
2016년 현재 제인스 인포메이션 그룹은 전세계 군사정보의 중요한 출처인 출판물들을 간행하여, 자주 뉴스에 인용된다. 2007년 미국 기업이 인수했다.